# Iuri Xavier Pereira
Iuri Xavier Pereira nasceu na cidade do Rio de Janeiro, RJ, em 2 de agosto  em 1948. Filho de João Batista e Zilda Xavier Pereira, militantes do Partido Comunista Brasileiro. Iuri também se tornou militante, fazendo parte da linha que defendia luta armada, liderados por Carlos Marighella, a Ação Libertadora Nacional (ALN).

## Biografia
Iuri era considerado um militante dedicado. Ele desenvolveu trabalhos de imprensa clandestino e ainda assumiu a direção da Ação Libertadora Nacional.
Ele fez a educação infantil na escola municipal Alberto Barth e o ensino médio na escola Anglo- Americano. No início da ditadura militar sua casa foi invadida e depredada.
Em 1965, ele entrou na Escola Técnica Nacional. Em 1969, ele foi para Cuba realizar um treinamento para ser guerrilheiro. No ano de 1970 no mês de maio, Iuri Xavier Pereira voltou  ao Brasil, integrando o comando nacional da ALN. Iuri fundou órgãos informativos como O Moita, Radar, O Micron e jornais como o 1º de Maio, Ação e O Guerrilheiro.

## Circunstâncias da morte e investigação
Ele foi assassinado pelo regime ditatorial em junho de 1972 aos 23 anos de idade. À época a versão oficial afirmava que ele teria sido assassinado por conta de ferimentos de balas em confronto com a polícia.
Contudo, no dia 2 de fevereiro de 2014, a Comissão Nacional da Verdade apresentou uma análise realizada pelos peritos Mauro Yared e Pedro Cunha contestando a versão oficial. Yared e Cunha trabalharam em cima dos laudos produzidos pelo médico legista Isaac Abramovitch em 1972 e também por laudos encomendados pela família em 1990.
No laudo mais recente, verificaram que Iuri possuía lesões não apontadas na perícia inicial do médico legista Isaac Abramovitch. A vítima possuía uma ferida na nuca não retratada no laudo necroscópico. O perito Pedro Cunha afirmou em entrevista ao site da Comissão da Verdade que a omissão de feridas e fatos já havia ocorrido em outros casos: “"Não é a primeira omissão em laudos relatados pelo Abramovitch que nós encontramos e é característica dele não relatar o que precisa ser caracterizado"
Assim a nova análise pericial de laudos e documentos da morte de Iuri Xavier constatou que as lesões por tiros no corpo do militante eram diferentes de lesões de pessoas mortas em tiroteios. No cadáver, marcas encontradas revelam que Iuri Xavier Pereira foi torturado e depois executado.
Na mesma audiência pública em que essa nova análise pericial foi apresentada, o ex-administrador do cemitério de Perus, Antônio Pires Eustáquio, também prestou depoimento.
Eustáquio contou sobre a criação da vala comum no cemitério, um lugar de destino para corpos de indigentes. Antes, o plano do serviço funerário era exumar e cremar os restos mortais dos indigentes, dessa forma vestígios e corpos de tantos outros militantes políticos foram destruídos. Todavia, a cremação dos corpos não prosseguiu por questões legais.
Antônio Pires Ainda afirmou que as guias de sepultamento dos militantes assassinados, como de Iuri Xavier Pereira, eram marcadas com um “T” na cor vermelha que significava terroristas. O ex-administrador ainda contou que no fim do governo militar foi dado ordem para que ele não mexesse com a vala de Perus e que não entregasse as guias de sepultamento aos familiares. Contudo, ele disse em seu depoimento que ajudou as famílias: “"Quando comecei em Perus mandaram que eu desse uma atenção muito especial aos indigentes. Tanto dei que eu pude ajudar muito aos familiares dos desaparecidos e eu tenho muito orgulho disso".
No mesmo dia, Francisco Carlos de Andrade, ex-integrante da Ação Libertadora Nacional, que viu o corpo de Iuri Xavier Pereira, prestou depoimento à comissão. Ele conta que passou ao lado do corpo de Iuri em junho de 1972 no páteo Doi-Codi ao voltar de um depoimento no Departamento de Ordem Política e Social (DOPS).
Essa audiência em questão aconteceu por um pedido de Iara Xavier Pereira, irmã de Iuri, que também fora militante da Ação Libertadora Nacional (ALN). Ela afirmou que foi muito difícil para sepultar seu irmão com dignidade, por ele ter sido enterrado como indigente e ainda como nomes de guerra pela repressão, dificultando a localização do lugar onde o corpo se encontrava.
Em documento oficial o relatório da Comissão da Verdade define que o comandante Carlos Alberto Ustra torturou Iuri, após isso, ele foi preso pelo delegado de polícia Renato D’Andréa, pelo Pedro Lima Moézia de Lima e pelo primeiro sargento Dulcídio Wanderley Boschili. Jair Romeu, funcionário público do IML foi identificado e reconhecido pelo responsável por ocultação de cadáver.

## Localização docorpo
No ano seguinte a sua morte em 1973, o corpo de Iuri foi localizado na Zona Norte de São Paulo, no cemitério Dom Bosco. Em 1996, o corpo foi exumado e passou por exames, sendo identificado como Iuri Xavier Pereira.

## Influências familiares
Iuri Xavier Pereira teve desde cedo contato com a vida política e com o ativismo. Seus pais eram militantes do Partido Comunista Brasileiro. Sua mãe, Zilda Xavier Pereira teve grande importância na luta contra a ditadura. Ela era natural de Recife. Mas em maio de 1945, quando chegou à cidade do Rio de Janeiro, ela se incorporou ao Partido Comunista Brasileiro.
Ela foi uma das dirigentes da Liga Feminina de Guanabara, grupo de mulheres militantes. Em 1967, Zilda junto com o então marido e filhos acompanhou Marighella na ruptura com o PCB, sendo pioneiros na Ação Libertadora Nacional.
Em 22 de novembro de 2015, Zilda Xavier Pereira faleceu.
Iuri Xavier Pereira tinha também um irmão, Alex de Paula Xavier Pereira, que também viria a ser vítima da ditadura. Alex era chefe de um grupo tático Armado da Ação Libertadora Nacional, empreendendo diversas ações. Ele também foi assassinado pela repressão no mesmo ano que seu irmão, alguns meses antes, em janeiro do ano de 1972

## Homenagens
Em 2012, o fotógrafo argentino Gustavo Germano em parceria com a Agência Livre para Informação, Cidadania e Educação (ALICE) buscou fotografias de familiares com desaparecidos políticos e recriou as mesmas cenas, com personagens e cenários idênticos. O objetivo era evidenciar como é dolorosa a falta daquelas pessoas para a família.
Esse mesmo projeto havia sido realizado na Argentina e por meio de um acordo entre a Agência Livre para Informação, Cidadania e Educação e da Secretaria de Direitos Humanos da Presidência da República trouxeram essa ideia para o Brasil.
Entre junho e julho de 2012, o fotógrafo Gustavo Germano e sua equipe (Luciano Piccoli e André Garcia) fotografaram diversos familiares de mortos e desaparecidos no regime militar, entre eles, familiares de Iuri Xavier Pereira.
A curadoria do projeto foi da jornalista Rosina Duarte e a exposição iniciou no dia 7 de dezembro de 2012 e foi até o mês de abril de 2013, na estação Tietê em São Paulo.
O fotógrafo ressaltou a importância dessa homenagem: “Ao fotografar a ausência de pessoas imprescindíveis à luta pela redemocratização no Brasil, trazemos de volta o seu espírito de luta pela verdade, a memória e a justiça".
O fotógrafo ainda completou que essa ação de lembrança da ditadura é essencial pois: "Trata-se de uma denúncia sem voz, sem palavras, sem rosto. Isso é absolutamente inovador e impactante. Números são frios, informações se perdem no emaranhado de contra-informações. 
Ele ainda afirmou que o papel da exposição é prático mas também emocional: "A Exposição Ausências, portanto, faz o papel não apenas de informar como de transmitir a dor dos familiares". O argentino ainda  evidenciou a dor dos pais com esses ocorridos: "O quanto o País perdeu com a morte dessas pessoas que hoje possivelmente tivessem fazendo a diferença na sua história".